# Восемь (художественная группа, Чехия)
Восемь (чеш. Osma или Восьмёрка) — объединение чешских художников начала XX века.

## История
Данная группа художников образовалась после двух выставках, проведённых в 1907—1908 годах. Первоначально выступали под названием Osm, позднее стали называться Osma. Корни этой художественной группы относятся к 1905 году, когда была проведена выставка норвежского живописца Эдварда Мунка после выставки Эдварда Мунка, одного из первых представителей экспрессионизма.
В группу входили художники: Эмиль Филла, Отакар Кубин, Богумил Кубишта, Вилли Новак, Bedřich Feigl, Max Horb, Эмиль Питтерман и Антонин Прохазка. Позднее в неё вошли: Вацлав Шпала, Vincenc Beneš и Linka Scheithauerová-Procházková. Это было молодое поколение чешских художников начала XX века, посвятивших себя, прежде всего, экспрессионизму и фовизму.
Первая выставка «Восьмёрки» состоялась в 1907 году в Пороховой башне в Праге. Вторая выставка в июне-июле 1908 года состоялась в Topičově salónu. Умершего в декабре 1907 года Max Horb заменил Vincenc Beneš. Также на этой выставке отсутствовал раскритикованный на первой экспозиции Отакар Кубин.

Некоторые работы членов группы
Max Horb
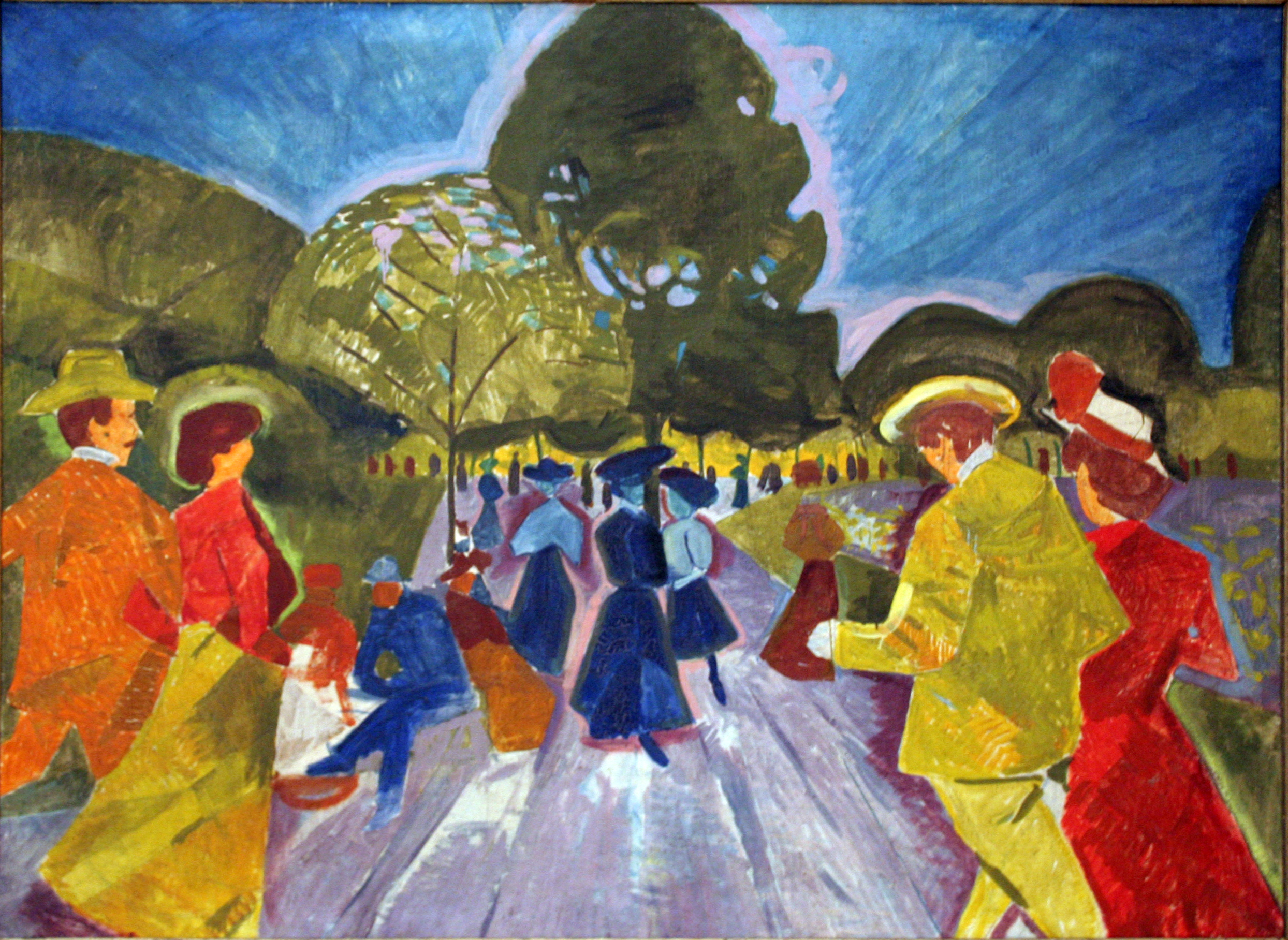
Богумил Кубишта
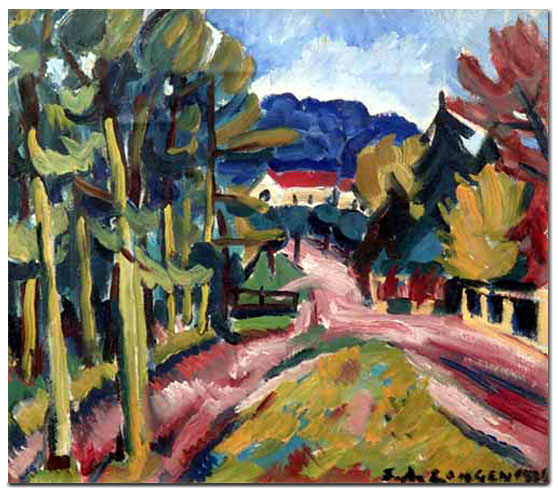
Эмиль Питтерман